# John Ralston Saul

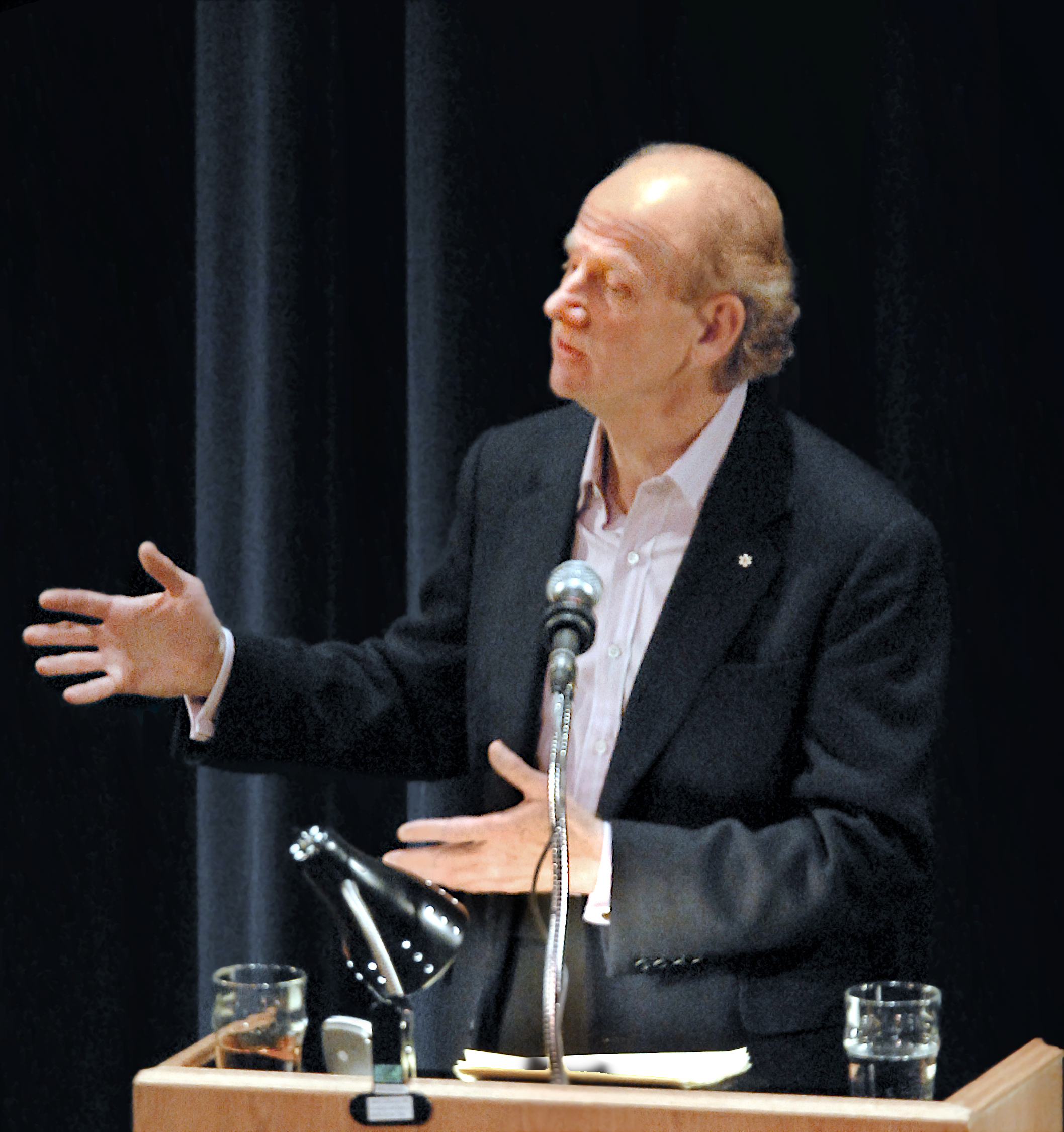
John Ralston Saul bei einem Vortrag an der University of Alberta im Jahr 2006.

John Ralston Saul, CC (* 19. Juni 1947 in Ottawa, Kanada) ist ein kanadischer Autor und Essayist. Von 2009 bis 2015 war er Präsident des PEN International. John Ralston Saul lebt in Toronto. Er ist seit 1999 mit Adrienne Clarkson verheiratet.
Als Essayist ist Saul besonders bekannt für seine Kommentare über das Wesen des Individualismus, der Staatsbürgerschaft und des öffentlichen Gemeinguts. Weitere Themen in seinem essayistischen Werk sind das Versagen von managergeführten Gesellschaften, die Konfusion zwischen Führung und Managerialismus (Technokratentum), Militärstrategien, insbesondere der irregulären Kriegsführung, die Rolle des Rechts auf freie Meinungsäußerung und seine Kritik an gegenwärtigen Argumenten in ökonomischen Debatten.

## Biografie
John Ralston Saul wurde am 19. Juni 1947 in Ottawa geboren. Er studierte an der McGill-Universität in Montreal Politikwissenschaft und Geschichte und promovierte 1972 am Kings College in London. Seine Dissertation schrieb er über die Modernisierung Frankreichs unter Charles de Gaulle. Anschließend half er 1976 beim Aufbau der nationalen Ölgesellschaft Petro-Canada als Assistent von Maurice Strong, dem ersten Vorstandsvorsitzenden des neugegründeten Unternehmens. Im darauffolgenden Jahr veröffentlichte Saul seinen ersten Roman The Birds of Prey. Ende der 70er und während der 80er Jahre hielt er sich jeweils über längere Zeiträume in Nordafrika und Südostasien auf und reiste wiederholt mit Guerilla-Truppen. Sowohl seine Romantrilogie The Field Trilogy beruht auf den Erfahrungen dieser Zeit als auch sein Interesse an der Arbeit des PEN International. Durch seine ausgedehnten Aufenthalte in Nordwestafrika und Südostasien wurde Saul auf die problematische Lage dort lebender Schriftsteller aufmerksam, deren Recht auf freie Meinungsäußerung vonseiten ihrer Regierungen unterdrückt wurde. 2009 wurde er zum Präsidenten des PEN International gewählt. Neben Arthur Miller ist John Ralston Saul erst der zweite Nordamerikaner, der diese Position, seit der Gründung des PEN im Jahr 1921, innehat.

### Romanautor
Der politische Roman The Birds of Prey spielt im Frankreich de Gaulles und wurde ein internationaler Bestseller. The Field Trilogy handelt von den Krisen der Macht in unserer Zeit und deren Aufeinandertreffen mit dem Individuum. Diese Trilogie umfasst die Bände Baraka or The Lives, Fortunes and Sacred Honor of Anthony Smith, The Next Best Thing, und The Paradise Eater, das den italienischen Premio Letterario Internazionale gewann.
In der Tradition des Schelmenromans geschrieben, nimmt Saul in De si bons americains das Leben moderner neureicher Amerikaner unter die Lupe. Eine komplett überarbeitete und erweiterte Fassung erschien 2012 unter dem Titel Dark Diversions und ist Sauls‘ erster Roman nach fünfzehn Jahren.

### Essayist

#### Voltaire’s Bastards,The Doubter’s CompanionundThe Unconscious Civilization
Den Anfang von Sauls‘ philosophischen Essays bildet eine Trilogie, die den Bestseller Voltaire’s Bastards: The Dictatorship of Reason in the West, das polemisch philosophische Wörterbuch The Doubters Companion: A Dictionary of Aggressive Common Sense und The Unconscious Civilization umfasst. Der letzte Band der Trilogie ging aus seinen 1995 gehaltenen Vorträgen, den Massey Lectures, hervor und gewann 1996 die Auszeichnung des Generalgouverneurs für Sachliteratur, den Governor General’s Award for Non-Fiction.
Diese Trilogie befasst sich mit einer durch keine anderen menschlichen Charakteristiken in Balance gehaltenen Diktatur der Vernunft, einer „dictatorship of reason“. Eine solchermaßen korrumpierte Vernunft kann insbesondere in einem richtungslosen Staat, in dem die Ausübung der Macht um der Macht willen belohnt wird, für jegliche Ziele instrumentalisiert werden. Nach Saul führt dies sowohl zu einer Pervertierung des Denkens, sodass Ideologie beispielsweise als Wahrheit gepriesen wird, als auch zu den rationalen aber undemokratischen Strukturen des Korporatismus, unter denen er die Anbetung von kleinen oder elitären Interessensgruppen versteht. Die Vorherrschaft dieser Art von Vernunft führt des Weiteren dazu, dass das praktische Verstehen der Deformierung, die diese Entwicklung und andere gesellschaftliche Probleme verursachen, durch einen spezifischen Gebrauch von Sprache, einer Expertensprache, verschleiert wird. Er argumentiert, dass der Aufstieg des Individualismus ohne Achtung für die Rolle der Gesellschaft, nicht wie einst erhofft, zu einer größeren individuellen Autonomie und Selbstbestimmung geführt hat, sondern zu Isolation und Entfremdung. Er plädiert dafür, ein humanistischeres Ideal zum Wohl der Gesellschaft anzustreben, in dem die (utilitaristische) Vernunft in einem besseren Gleichgewicht mit anderen geistigen Fähigkeiten des Menschen steht, wie dem gesunden Menschenverstand, der Intuition, Kreativität und Erinnerung. Ferner erörtert er die Relevanz von uneingeschränktem Sprachgebrauch und wirklicher Demokratie.

#### Reflections of a Siamese Twin
Saul hat diese Themen in Reflections of a Siamese Twin weiter ausgeführt und sich gefragt, in welcher Weise sie in Beziehung zu Kanada, seiner Geschichte und Kultur stehen. Er prägte für Kanada den Begriff „soft country“, eines weichen Landes. Er meint dies nicht im Sinne einer schwachen Nation, sondern eines Landes, das eine flexible und komplexe Identität besitzt, im Gegensatz zu statischen oder monolithischen Identitäten anderer Staaten.
Er argumentiert, dass Kanadas komplexe nationale Identität auf einer Dreiecks-Realität, einer „triangular reality“, aufgebaut ist, die aus drei Nationen besteht: den First Nations (Ureinwohnern), den Frankophonen und den Anglophonen. Saul hebt die Bereitschaft dieser drei kanadischen Nationen zum gegenseitigen Kompromiss hervor, statt Konfrontation. Daher kritisiert er sowohl die Separatisten in Montréal, welche die Konflikte in der kanadischen Geschichte betonen, als auch den Oranier-Orden und die historische Bewegung der Clear Grits, die traditionell eine einseitige Definition von Kanadisch-Sein und kanadischer Loyalität im Sinne der Anglophonen anstreben.

#### On Equilibrium
Sauls‘ nächstes Buch, On Equilibrium (2001), ist der Abschluss und die Quintessenz seiner philosophischen Trilogie. Darin zeigt er sechs Eigenschaften auf, die jedem Menschen innewohnen: gesunder Menschenverstand, Ethik, Vorstellungskraft, Intuition, Erinnerung und Vernunft. Er beschreibt, wie diese inneren Kräfte dazu verwandt werden können, sich gegenseitig in Balance zu halten, und was im Falle eines Ungleichgewichts passiert, z. B. einer „Diktatur der Vernunft“.

#### The Collapse of Globalism
In einem für das Harper’s Magazine geschriebenen Artikel, der in der Märzausgabe 2004 des Magazins unter dem Titel The Collapse of Globalism and the Rebirth of Nationalism erschien, argumentierte Saul, dass die globalistische Ideologie unter der Attacke von Gegenbewegungen steht. Diese Argumentation wurde in The Collapse of Globalism and the Reinvention of the World (2005) neu überdacht und weiterentwickelt. Er konstatiert, dass Globalisierung alles andere als eine unvermeidliche Macht darstellt und bereits in sich widersprechende Teile zerfällt. Staatsbürger machen ihre nationalen Interessen wieder geltend, und zwar sowohl in positiver wie auch in destruktiver Weise. Im Anschluss an den wirtschaftlichen Zusammenbruch von 2008, den er vorhergesagt hatte, wurde The Collapse of Globalism 2009 wieder aufgelegt und mit einem neuen Nachwort versehen, das auf die gegenwärtige Krise reagiert.

#### A Fair Country
A Fair Country (2008) ist Sauls’ zweites Hauptwerk über Kanada. Es ist in vier Abschnitte untergliedert.
„A Métis Civilization“
Dieser Abschnitt knüpft an Sauls‘ Argument über die Dreiecks-Realität Kanadas in Reflections of a Siamese Twin an. Im Rückgriff auf Wissenschaftler wie Harold Adams Innis und Gerald Friesen vertritt Saul die Ansicht, dass das heutige Kanada wesentlich durch das Gedankengut der indigenen Bevölkerung und durch deren Beziehungen mit den europäischen Neuankömmlingen beeinflusst und geformt wurde. Über 250 Jahre lang, etwa seit 1600, machten sowohl frankofone als auch anglofone Einwanderer die Erfahrung, dass Aboriginals entweder die dominierende Kraft oder gleichberechtigte Partner im Land waren. Er führt aus, dass Aboriginals ein rasantes „Comeback“ erleben und ihr grundlegender Einfluss anerkannt werden muss, damit Kanadier, die keine Aboriginals sind, zu einem besseren Verständnis über sich selbst gelangen können.
„Peace, Fairness, and Good Government“
Die Formulierung „peace, order, and good government“ (Friede, Ordnung und verantwortungsvolle Regierungsführung) in der kanadischen Verfassung von 1867 ist nach Saul zu deren Prüfstein geworden, und zwar insofern, als in früheren Dokumenten die Wendung „peace, welfare, and good government“ (Friede, Sorge um das Gemeinwohl und verantwortungsvolle Regierungsführung) vorherrschte. Seiner Meinung nach verkörpert die sich daraus ergebende Schwerpunktverlagerung zur „Ordnung“ hin nicht wirklich die kanadischen Ursprünge.
„The Castrati“
Dieser Abschnitt reflektiert Sauls‘ allgemeine Kritik an technokratischen und bürokratischen politischen Systemen. Darin weist Saul darauf hin, dass die derzeitigen kanadischen Eliten zwar eine bestürzende Mittelmäßigkeit, eine „disturbing mediocrity“, widerspiegeln, dies jedoch nicht immer der Fall gewesen sei.
„An Intentional Civilization“
Im letzten Abschnitt des Buches fordert Saul, dass es an der Zeit ist, wieder dazu zurückzukehren, Kanada als einzigartige Antwort auf bestimmte historische Umstände zu verstehen.

#### Louis-Hippolyte LaFontaine and Robert Baldwin
Sauls‘ Beitrag zur Reihe über das Leben außergewöhnlicher Kanadier in der Geschichte des Landes, Penguin Canada’s Extraordinary Canadians Serie, die er auch herausgibt, ist eine Doppel-Biografie über die beiden Politiker Louis-Hippolyte LaFontaine und Robert Baldwin. Er erörtert, dass das Jahr 1867 keineswegs die Geburtsstunde Kanadas darstellt, vielmehr wurde der Grundstein zu dessen Gründung bereits weit früher durch LaFontaine und Baldwin gelegt. Nach der Vereinigung von 1841 arbeiteten die beiden Vorsitzenden von Nieder- und Oberkanada eng miteinander zusammen. Sie standen an der Spitze einer Reformbewegung, die sich für die Regierungsweise des ‚responsible government‘ einsetzte, bei der die Geschicke des Landes nicht durch einen von der Kolonialmacht eingesetzten Generalgouverneur bestimmt werden, sondern durch gewählte Bürger. Nach Saul trugen jedoch vor allem die von den beiden Politikern eingeführten Gesetze während der Regierungszeit des „Great Ministry“ (1848–1851), wesentlich dazu bei, einen gerechteren Staat zu schaffen. Sie reformierten das Rechtssystem, schufen ein öffentliches Bildungswesen, erhoben Bilingualität zum offiziellen Status, konzipierten ein Netzwerk öffentlicher Straßen, führten ein öffentliches Postwesen ein und reformierten die kommunale Selbstverwaltung. Angesichts heftiger Opposition, die sich zum Teil in Gewalt entlud, schlossen sich die beiden Politiker zusammen, wie Saul geltend macht, basierend auf einer Reihe von Prinzipien und Programmen, die das moderne Kanada hervorbrachten.

## Reden
Im Laufe seiner Karriere hat Saul zahlreiche Vorträge sowohl in Kanada als auch im Ausland gehalten. Er trat als Redner bei namhaften Vortragsreihen auf, u. a. der Harold Innis Lecture (1994), den Massey Lectures (1995), der McGill Law Journal Annual Lecture an der Fakultät für Rechtswissenschaft (McGill-Universität, Montreal, 2009) und der Sir Winston Scott Memorial Lecture in Barbados (2008), dessen 33ster Redner er war. Im Jahr 2000 eröffnete er mit seiner Rede die neu geschaffene LaFontaine-Baldwin Vortragsreihe und sprach 2004 an der Königlichen Militärakademie, Royal Military College of Canada, in Kingston, Ontario, über „Eine neue Ära der irregulären Kriegsführung?“ („A New Era of Irregular Warfare?“).  Des Weiteren sprach er auf dem IDEAS Festival in Brisbane, Australien (2005) und auf der im polnischen Krakau stattfindenden Konferenz „Captive Mind Revisited“ (2007). Am 26. August 2012 hielt er in der Oper von Sydney einen Vortrag über das Thema: „It’s Broke: How do we fix it?“ („Pleite: Was ist zu tun?“)

## Aktivitäten
John Ralston Saul ist Co-Chair der Wohltätigkeitsorganisation Institute for Canadian Citizenship (Organisation für kanadische Staatsbürgerschaft), das Neu-Kanadier dazu ermutigt, engagierte Staatsbürger zu werden. Er ist Förderer und Ehrenvorsitzender von French for the Future (Französisch für die Zukunft), das die zweisprachige, französisch-englische Erziehung fördert, und ist Vorsitzender des Beratungsausschusses der LaFontaine-Baldwin Symposium Vortragsreihe wie auch Förderer von Planned Lifetime Advocacy Network (PLAN, ein Netzwerk für das Recht auf eine geplante Lebenszeit – eine bahnbrechende Organisation, die sich für die Rechte von Behinderten und deren Angehörigen einsetzt). Saul ist Companion des Order of Canada (1999), der höchsten Auszeichnung für Zivilpersonen in Kanada, wie auch Träger des französischen Chevalier des Ordre des Arts et des Lettres (Orden der Künste und der Literatur) (1996). Seine 17 Ehrendoktorwürden, verliehen von einer weitreichenden Vielzahl von Universitäten, schließen die der McGill-Universität in Montréal, der Universität von Ottawa und der Herzen-Universität in Sankt Petersburg in Russland mit ein. Von 1999 bis 2006, als seine Frau Adrienne Clarkson das Amt der Generalgouverneurin von Kanada bekleidete, widmete er den Großteil seiner Zeit Belangen wie Meinungsfreiheit, Armut, Bildung und Bilingualität.
Saul ist ein Berater der humanitären Organisation Ingenieure ohne Grenzen.

## PEN International
Saul wurde am 21. Oktober 2009 auf dem jährlich stattfindenden Weltkongress des PEN International in Linz (Österreich) für eine dreijährige Amtszeit zu dessen internationalem Präsidenten gewählt. Vor seiner Wahl trat er dafür ein, dass kleineren und bedrohten Sprachgemeinschaften und Kulturen mehr Aufmerksamkeit geschenkt werden muss, da der Verlust einer Sprache einer Aufhebung der Freiheit des Ausdrucks gleichkommt. Dahin gehend hob er vor allem gefährdete indigene Sprachen hervor. Dies führte zum Manifest von Girona, Girona Manifesto, über die grundlegenden Prinzipien der Sprachenrechte, das auf dem PEN Weltkongress im September 2011 bestätigt wurde. Saul forderte ferner eine weitere Dezentralisierung der in 102 Ländern liegenden 144 Zentren des PEN. Unter seiner Führung reiste eine große Delegation nach Mexiko, wo die Ermordung von Schriftstellern weiterhin andauert. Er argumentiert, dass Literatur und die Freiheit des Ausdrucks Hand in Hand gehen, denn das eine ist ohne das andere nicht zu haben. Saul hat vor der Menschenrechtskommission des Europäischen Parlaments über den Verlust der freien Meinungsäußerung in Tunesien ausgesagt, wie auch vor dem Europäischen Rat über Flüchtlinge im Exil gesprochen. Sein Essay über Schriftsteller im Exil wurde in mehrere Sprachen übersetzt. Im September 2012 erfolgte seine Wiederwahl als PEN-Präsident für eine weitere dreijährige Amtszeit. Am 15. Oktober 2015 löste ihn Jennifer Clement ab.
Am 15. und 16. Mai 2014 nahm Saul an der Jahreskonferenz des PEN-Zentrums Deutschland in Schwäbisch Hall teil und ergriff engagiert mehrfach das Wort.

## Bibliografie

### Romane
- The Birds of Prey. 1977
  - Übers. Dietlind Bindheim: Der Todesflug. Moewig (Playboy), Rastatt, München 1981
  - Übers. Kollektiv Druck-Reif: Raubvögel Droemer Knaur, München 1988
- Baraka, or the Lives, Fortunes and Sacred Honor of Anthony Smith. 1983
  - Übers. Johannes Gottwald: Baraka. Droemer Knaur, München 1988
- The Next Best Thing. 1986
  - Übers. Susanne Felkau: Die vier Buddhas. Droemer Knaur, München 1989
- The Paradise Eater. 1988
  - Übers. Johannes Gottwald: Teufelskreis Bangkok. Droemer Knaur 1990
- De sí bons Américains. Payot, Paris 1994
- Dark Diversions. Penguin, Canada 2012

### Essays und sonstige Prosawerke
- Voltaire's Bastards: The Dictatorship of Reason in the West. 1992
- The Doubter's Companion: A Dictionary of Aggressive Common Sense. 1994
  - Übers. Fritz R. Glunk: Von Erdbeeren, Wirtschaftsgipfeln und anderen Zumutungen des 21. Jahrhunderts. Campus, Frankfurt 2000
- Le citoyen dans un cul-de-sac? Anatomie d'une société en crise. 1995
- The Unconscious Civilization. House of Anansi Press, Toronto 1995
  - Übers. Fritz R. Glunk: Der Markt frißt seine Kinder. Campus, Frankfurt 1997; wieder Büchergilde Gutenberg, 1998
- Reflections of a Siamese Twin: Canada at the End of the Twentieth Century. 1997
- On Equilibrium; Six Qualities of the New Humanism. 2001
- The Collapse of Globalism and the Reinvention of the World. 2005
- Vorwort zu Sandra Shields, David Campion Hgg.: The company of others. Stories of belonging. Arsenal Pulp Press, PLAN Institute for Caring Citizenship, Vancouver 2005
- Joseph Howe and the Battle for the Freedom of Speech. Penguin, Kanada 2006
- A Fair Country: Telling Truths about Canada. Penguin, Kanada 2008
- Louis-Hippolyte LaFontaine and Robert Baldwin. Penguin, Kanada 2010
- Nachwort zu Gerald McMaster, Ingo Hessel Hgg.: Inuit modern. The Samuel and Esther Sarick Collection. Ausstellungskatalog, Art Gallery of Ontario, Toronto 2011; Douglas & McIntyre, Vancouver 2011 (Weit. Beitr. Dorothy Harley Eber u. a.)

## Ehren
- Italy's Premio Letterario Internazionale, für The Paradise Eater, 1990
- Chevalier des Arts et des Lettres de France (1996)
- Gordon Montador Award, für The Unconscious Civilization, 1996
- Governor General’s Literary Award for Non-fiction für The Unconscious Civilization, 1996
- Gordon Montador Award, für Reflections of a Siamese Twin, 1998
- Companion of the Order of Canada, 1999
- Pablo Neruda International Presidential Medal of Honour, 2004
- Manhae Literary Prize (Korea), 2010
- Gutenberg Galaxy Award for Literature, 2011
- Writers' Union of Canada's Freedom to Read Award, 2011
- Ehrenmitglied der Royal Society of Canada (2014)[6]
- Bundesverdienstkreuz 1. Klasse, 2021